# 렌의 애가
렌의 애가는 1936년부터 연재된 모윤숙의 장편 산문집이다. 1939년, 서울 안국동에 있었던 일월서점에서 초판이 나왔다.